# Geraldine Viswanathan
Geraldine Viswanathan (Newcastle, 20 giugno 1995) è un'attrice australiana.
Di padre indiano d'etnia tamil e madre svizzera, il suo primo ruolo di rilievo è stato quello di Kayla nel film Blockers del 2018. La sua prima parte come protagonista è stata nel film del 2019 Hala; in seguito ha recitato nel ruolo di coprotagonista nella pellicola Bad Education. Sul piccolo schermo è stata co-protagonista della serie Miracle Workers.

## Filmografia parziale

### Cinema
- Emo the Musical (2016)
- Giù le mani dalle nostre figlie (Blockers), regia di Kay Cannon (2018)
- Il pacco (The Package), regia di Jake Szymanski (2018)
- Hala (2019)
- Bad Education, regia di Cory Finley (2019)
- La galleria dei cuori infranti (The Broken Hearts Gallery), regia di Natalie Krinsky (2020)
- Cat Person, regia di Susanna Fogel (2023)
- Drive-Away Dolls, regia di Ethan Coen (2024)
- Un matrimonio di troppo (You're Cordially Invited), regia di Nicholas Stoller (2025)
- Thunderbolts*, regia di Jake Schreier (2025)

### Televisione
- Janet King - serie TV (2017)
- Miracle Workers - serie TV, 25 episodi (2019-2021)

## Doppiatrici italiane
Nelle versioni in italiano delle opere in cui ha recitato, Geraldine Viswanathan è stata doppiata da:
- Virginia Brunetti in Il pacco, Miracle Workers
- Ludovica Bebi in Giù le mani dalle nostre figlie
- Margherita De Risi in Bad Education
- Lucrezia Marricchi in La galleria dei cuori infranti
- Martina Felli in Drive-Away Dolls
- Anna Maria Laviola in Thunderbolts*